# Сержант Йорк
«Сержа́нт Йорк» (англ. Sergeant York) — фильм-биография режиссёра Говарда Хоукса, выпущенный в 1941 году и посвящённый жизни Элвина Йорка, одного из самых награждаемых солдат США времён Первой мировой войны. В 2008 году фильм был отобран в Национальный реестр фильмов.

## Сюжет
Теннесси, 1916 год. Молодой парень по имени Элвин Йорк известен среди местных жителей пьяными выходками и стрельбой. Престарелая мать хоть и не одобряет его поступков, но гордится своим сыном, который помогает ей по хозяйству. Встретившись с местным пастором, она просит его поговорить с Элвином. В попытке наставить героя пастор напоминает ему о необходимости веры в Бога, которая может прийти неожиданно в любой момент, но Йорк отвечает усмешкой.
Во время охоты на лис герой встречает Грэйси Уильямс, с которой не виделся много лет, и завязывает с ней разговор. Вернувшись домой, он сообщает матери, брату и сестре о желании жениться на девушке. Придя к ней в следующий раз, он обнаруживает Грэйси в обществе Зеба Эндрюса, владельца большого участка земли в долине. Девушка отлучается на минуту, и Элвин успевает выставить соперника, чем вызывает гнев со стороны его избранницы. Узнав о планах Йорка по женитьбе, она ещё больше возмущается и отказывает ему. Решив, что всё дело в земельном участке, Йорк во что бы то ни стало решает приобрести землю в долине у местного жителя. Продав тому мула и часть имущества за $50, герой узнаёт, что для покупки участка ему не хватает ещё $70. На то, чтобы достать недостающие средства, герою отводят два месяца. Он полностью погружается в работу, не гнушаясь никакими заработками. Во время одной из работ Элвина навещает Грэйси, и они целуются.
Время подходит к концу, но денег недостаёт, и у героя остаётся лишь один выход — получить быка в качестве главного приза по стрельбе на местной ярмарке. Одержав победу, радостный Элвин узнаёт, что земля уже продана Зебу, и с обидой покидает ярмарку. Напившись в баре, он решает убить своего обидчика и, взяв ружьё, отправляется в путь, однако по пути в его ружьё попадает молния. Йорк воспринимает это как Божий знак и решает измениться. Он мирится с продавцом земли и Зебом, который разрешает ему работать на купленном участке; сообщает Грэйси о том, что не будет против её женитьбы с Зебом, чем вызывает гнев со стороны девушки.
Приходят новости о войне, начинается набор солдат; Элвин по настоянию пастора записывается в надежде, что его, не желающего убивать из-за религии, в конце концов освободят от службы. Однако его призывают, и герой оказывается в учебном лагере. Своими навыками стрельбы он приводит всех в изумление. Когда его вызывает майор и собирается вручить ему звание капрала, Йорк отказывается и объясняет это своим нежеланием воевать и убивать. Получив для размышления десятидневный отпуск, Элвин по истечении его возвращается, соглашаясь продолжить службу. По прибытии на фронт Элвин с товарищами получает задание занять холмы, подходы к которым простреливаются с нескольких пулемётных гнёзд. Взяв в плен офицера и несколько солдат, американцы оказываются под шквальным пулемётным огнём. После гибели командира Элвин становится старшим по званию и принимает решение в одиночку ликвидировать пулемётные гнёзда. Благодаря своим снайперским навыкам это ему блестяще удаётся, кроме того, он в одиночку захватывает в плен большое количество солдат противника. С несколькими оставшимися в живых сослуживцами Йорк приводит 132 пленных в расположение своей части, что сразу делает его знаменитым и приносит ему множество наград. После торжественной поездки по США Элвину предлагают ряд рекламных контрактов, но он, несмотря на огромные гонорары, отказывается и уезжает домой. По приезде герой говорит Грэйси, что хочет отложить свадьбу, так как у него пока нет земли. В ответ девушка отводит его на тот самый желанный участок земли, который, к удивлению Йорка, уже застроен и благоустроен, — как оказывается, это подарок народа Теннесси своему герою.

## В ролях
| Актёр            | Роль                                   |
| ---------------- | -------------------------------------- |
| Гэри Купер       | Элвин Йорк                             |
| Уолтер Бреннан   | пастор Розир Пайл                      |
| Джоан Лесли      | Грэйси Уильямс                         |
| Джордж Тобиас    | «Толкач» Росс                          |
| Стэнли Риджес    | майор Бакстер                          |
| Маргарет Вичерли | мать Йорка                             |
| Уорд Бонд        | Айк Боткин                             |
| Джо Сойер        | сержант Эрли                           |
| Карл Эсмонд      | немецкий майор                         |
| Фрэнк Уилкокс    | сержант (в титрах не указан)           |
| Чарльз Миддлтон  | альпинист (в титрах не указан)         |
| Талли Маршалл    | дядя Лиге (в титрах не указан)         |
| Виктор Килиан    | Эндрюс (в титрах не указан)            |
| Рита Ла Рой      | девушка в салуне (в титрах не указана) |

## Награды и номинации
| Год  | Премия                              | Категория                                                | Имя                                                 | Результат |
| ---- | ----------------------------------- | -------------------------------------------------------- | --------------------------------------------------- | --------- |
| 1942 | Оскар                               | Лучшая мужская роль                                      | Гэри Купер                                          | Победа    |
| 1942 | Оскар                               | Лучший монтаж                                            | Уильям Холмс                                        | Победа    |
| 1942 | Оскар                               | Лучшая мужская роль второго плана                        | Уолтер Бреннан                                      | Номинация |
| 1942 | Оскар                               | Лучшая женская роль второго плана                        | Маргарет Вичерли                                    | Номинация |
| 1942 | Оскар                               | Лучшая работа художника-постановщика (чёрно-белый фильм) | Джон Хьюз, Фред М. Маклин                           | Номинация |
| 1942 | Оскар                               | Лучшая операторская работа (чёрно-белый фильм)           | Сол Полито                                          | Номинация |
| 1942 | Оскар                               | Лучшая режиссура                                         | Говард Хоукс                                        | Номинация |
| 1942 | Оскар                               | Лучший звук                                              | Натан Левинсон (Warner Bros. SSD)                   | Номинация |
| 1942 | Оскар                               | Лучшая музыка                                            | Макс Стайнер                                        | Номинация |
| 1942 | Оскар                               | Лучший фильм                                             |                                                     | Номинация |
| 1942 | Оскар                               | Лучший оригинальный сценарий                             | Гарри Чендли, Эйб Финкель, Джон Хьюстон, Говард Кох | Номинация |
| 1941 | New York Film Critics Circle Awards | Лучший актёр                                             | Гэри Купер                                          | Победа    |